# Skoki narciarskie na Zimowej Uniwersjadzie 1962
Zawody w skokach narciarskich na Zimowej Uniwersjadzie 1962 odbyły się w marcu 1962 roku. Rozegrana została jedna konkurencja – konkurs skoków na skoczni normalnej. Całe podium zajęli skoczkowie japońscy, a wygrał Shigeyuki Wakasa. Znane są tylko nazwiska medalistów, brak danych jeśli chodzi o poszczególne skoki czy punkty.

## Medaliści
| Skocznia | Złoto            | Srebro     | Brąz        |
| -------- | ---------------- | ---------- | ----------- |
| normalna | Shigeyuki Wakasa | Yōsuke Etō | R. Nigawara |